# Погожева, Анна Васильевна
Анна Васильевна Погожева (урождённая Смирнова; 1865—1908) — деятель народного образования в России, переводчица

. Жена А. В. Погожева.

## Биография
Родилась в дворянской семье. После окончания Смольного института в конце 1880-х годов переехала в Москву. Организатор воскресных школ для взрослых, первого рабочего клуба в Москве. Член Комитета грамотности. Товарищ председателя Московского общества содействия устройству общеобразовательных развлечений (до 1899 года). Член Общества любителей российской словесности с 1899 года. «Благодаря её выдающемуся организаторскому таланту и её прекрасному отношению к товарищам по работе, руководимые ею воскресные школы быстро сделались крупным просветительным центром среди рабочего населения города».
Похоронена в Твери.

## Переводы
- Бальзак О. Беатриса. Роман. СПб., 1896
- История бедной сироты. Перевод с французского. М. 1898
- Альфонс Доде. Волнения красной куропатки. Рассказы для детей. М., 1898
- Шеридан Р.-Б. Школа злословия. Перевод с биографическим очерком А. Погожевой, М., 1898
- Сурио, М. Лицейский сторож. Библиотека „Друга Детей“. М., 1905
- Уильям Моррис. Вести ниоткуда или Эпоха счастья. СПб.: Книгоиздательство «Дело», 1906
- Гаммедж Р. Дж[англ.]. История чартизма. СПб.: Издание книгоиздательства "Дело", 1907